# Lance de cavalerie, trupă, model 1908

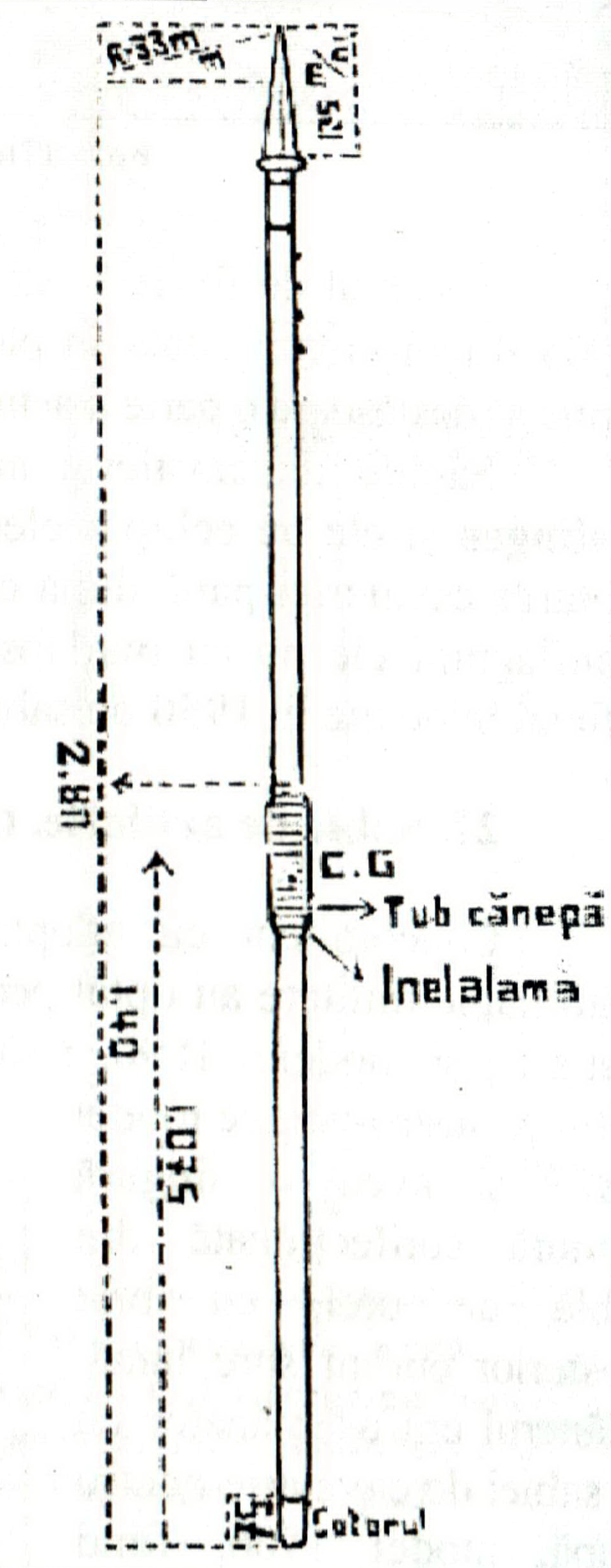
Detalii constructive

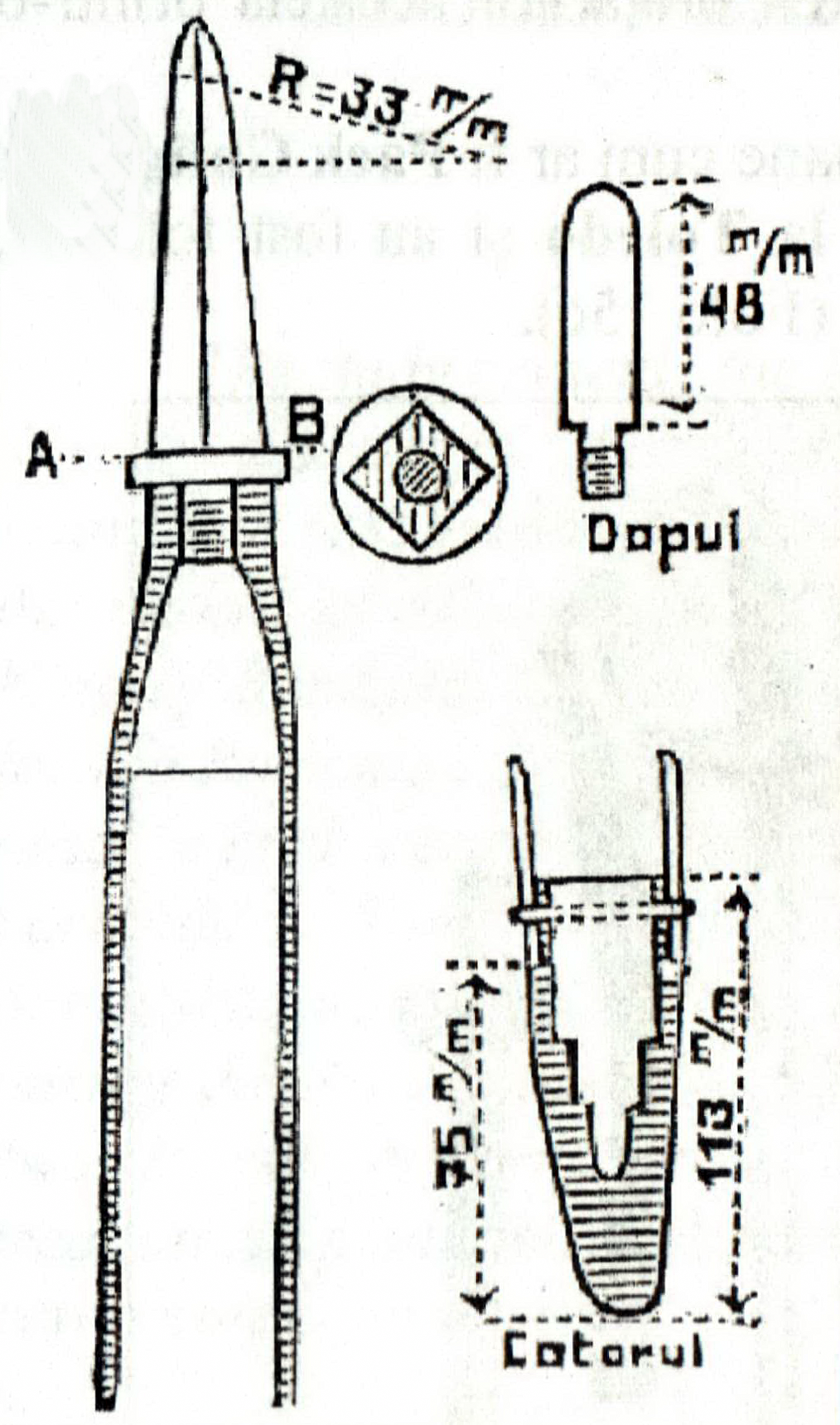
Detaliu constructiv vârf

Lancea de cavalerie, trupă, model 1908 a fost o armă albă din categoria lănciilor, aflată în dotarea soldaților  Armatei României din arma cavaleriei, în Primul Război Mondial.
Lancea avea hampa confecționată din țeavă de oțel, căptușită la intrior cu hârtie absorbantă,pentru a împiedica pătrunderea umezelii și apariția ruginii. Vârful era de formă piramidală, cu patru muchii, având un disc la bază pentru a limita penetrarea. La partea inferioară, lancea avea un călcâi metalic solid, pentru a asigura echilibrarea atunci când era ținută în poziție orizontală. În partea de sus a hampei erau fixate patru semi-inele din alamă, pentru fixarea flamurei, iar la mijlocul acesteia se afla manșonul de prindere, confecționat din sfoară de cânepă răsucită în spirală și trei inele din alamă. 